# Waldron (udde)
Waldron är en udde i Antarktis. Den ligger i Östantarktis. Australien gör anspråk på området.
Terrängen inåt land är platt. Havet är nära Waldron åt nordost. Trakten är obefolkad. Det finns inga samhällen i närheten.